# 닛폰 TV 화요일 8시 시대극
닛폰 TV 화요일 8시 시대극(日本テレビ火曜8時枠時代劇)은 1964년 5월부터 9월 1967년 10월부터 1969년 3월 및 1973년 10월부터 1997년 3월까지 약 25년반 (단 중단 있음)에 건너 닛폰 TV에서 방송되어 시대극이다.

## 역대 작품
- 1964.05 - 1964.09 : 전국의 검객 - 시간은 20:00 - 20:56.
- 1967.10 - 1968.04 : 모모타로 사무라이
- 1968.04 - 1968.09 : 옛날 산쿠로
- 1968.10 - 1969.03 : 5인의들 무사
- 1973.10 - 1977.10 : 덴시치 체포록
- 1977.10 - 1982.11 : 싱고 체포록
- 1982.11 - 1983.09 : 우몽 체포록
- 1983.10 - 1986.12 : 쵸이치로 에도 일기 (제1기)
- 1987.01 - 1987.12 : 제니가타 헤이지
- 1988.01 - 1989.09 : 쵸이치로 에도 일기 (제2기)
- 1989.10 - 1990.10 : 808초 꿈 일기 (제1기)
- 1990.10 - 1991.09 : 쵸이치로 에도 일기 (제3기)
- 1991.10 - 1992.09 : 808초 꿈 일기 (제2기)
- 1992.10 - 1993.03 : 한시치 체포록
- 1993.03 - 1993.12 : 어둠을 벤다! 오에도 범과장
- 1994.01 - 1994.03 : 부자 매
- 1994.04 - 1995.03 : 에도 경호원
- 1995.10 - 1996.03 : 에도 경호원II
- 1996.10 - 1997.03 : 사무라이 탐정 사건부